# Charan
Charan (em panjabi: ਚਾਰਾਂ) é uma aldeia localizada no distrito de Shaheed Bhagat Singh Nagar, no estado de Punjab, na Índia. Está localizado a 14 (8,7 mi) quilômetros de Rahon, 18 (11 mi) quilômetros da cidade de Nawanshahr, 17 quilômetros (11 mi) do distrito Shaheed Bhagat Singh Nagas e 83 quilômetros (52 mi) da capital do estado, Chandigarh. A aldeia, assim como as demais indianas, é governada por um sarpanch, eleito democraticamente pela maioria da população residente no assentamento.

## Demografia
Segundo o relatório publicado pelo Censo da Índia de 2011, a aldeia Charan é composta por um total de 204 casas e a população total é de 1054 habitantes, dos quais 535 são do sexo masculino e 519, do sexo feminino. O nível de alfabetização da aldeia é 80.97% maior que a média do estado, a qual é de 75.84%.
Conforme constatação do Censo, 327 pessoas exercem seu trabalho fora da aldeia; dessas, 299 são homens e 28 são mulheres. O levantamento do governo também consta que 98.17% dos trabalhadores ocupam um serviço como trabalho formal e único, enquanto os outros 1.83% estão envolvidos em atividades marginais, trabalhando como meio de subsistência em diferentes lugares em menos de seis meses.

## Educação
Na aldeia, não há nenhuma escola, e os estudantes precisam ir a outras aldeias para estudar; muitas dessas aldeias estão distantes por dez quilômetros. Nas proximidades, destaca-se o Instituto Indiano de Tecnologia (IITs) a 5 quilômetros e a Lovely Professional University a 61 quilômetros. Outras instituições de ensino também representam papel importante na região: KC Engineering College e Doaba Khalsa.

## Transporte
A estação de trem mais próxima de Charan é Nawanshahr; no entanto, a estação principal, Garhshankar, está a 26 quilômetros (16 mi) de distância. O aeroporto mais perto é Sahnewal, localizado a 61 quilômetros, e o aeroporto internacional mais próximo é o Sri Guru Ram Dass Jee, a 170 quilômetros.